# Iberia Sport Club
Maillots
Le Iberia Sport Club était un club de football espagnol basé à Saragosse, en Aragon. Le club a été fondé le 24 mars 1917 et a joué ses matchs à l'Estadio Torrero, le 18 mars 1932 le club a fusionné avec le Zaragoza Club Deportivo (es) pour former l'actuel Real Saragosse.

## Histoire
Le Iberia Sport Club a été fondé en 1917 par d'anciens élèves des Jésuites, à l'époque l'école la plus élitaire de Saragosse, qui portaient une chemise noire et blanche et un pantalon noir, et étaient connus sous le nom de "los avispas".
Le club a commencé à jouer dans le Campo del Sepulcro, où s'était tenue l'exposition hispano-française de 1908 près de l'actuelle Plaza de los Sitios de Saragosse, puis ont continué à jouer dans La Hípica - l'actuel Centro Deportivo Municipal Gran Vía, à côté de la Ciudad Universitaria o Campus de la Plaza San Francisco - entre autres endroits, car ils ne disposaient pas de leur propre terrain.
La même année de sa fondation, le Iberia SC a remporté le titre de champion régional d'Aragon, qui a été suivi par onze autres titres au cours des quatorze années suivantes, remportant le championnat le plus de fois dans son histoire et devenant en même temps l'équipe la plus titrée d'Aragon.
Le 7 octobre 1923 est inauguré le Campo Torrero, un terrain de grande capacité construit dans le quartier traditionnel de Torrero, sur un site proche du Canal impérial d'Aragon.
Au fil des années, le club est devenu de plus en plus populaire auprès de ses fans, touchant toutes les classes sociales. Il est donc vrai qu'il s'agissait de l'équipe de travail de la ville de ces années-là, sans compter que dans la période la plus réussie du club, certains de ses joueurs étaient des ouvriers de l'usine ferroviaire Carde y Escoriaza, qui avait une grande tradition dans la ville. Cependant, cette idée est remise en question dans une certaine mesure et peut être révoquée en raison de l'origine du club, de ses fondateurs et de ses directeurs, loin des classes populaires.
Avec la création de la ligue nationale de football, le club est inscrit à la première édition de la Segunda División, participant à trois saisons consécutives en deuxième division, pendant les saisons 1928-1929, 1929-1930 et 1930-1931, les trois premières depuis l'inauguration de la ligue. Lors de la première saison dans la seconde division (1928-1929), le Iberia SC est au bord de la promotion, avec le même nombre de point que le champion, le Séville FC, qui se qualifia les barrages de promotion, sans fortune pour les Sévillans. La saison suivante (1929-1930), le format de la compétition changera pour un seul groupe de dix participants - au lieu de deux - et le champion de celui-ci, sera promu directement en Primera División sans jouer les barrages de promotion. Pour les avispas, la situation de la saison précédente est presque identique, à un point de la promotion directe, avec un points de moins que la saison précédente en troisième position, derrière le Sporting Gijón qui, à égalité de points, se verrait attribuer une position plus élevée pour avoir marqué plus de buts. Tous deux ne seraient qu'à un point du champion, le CD Alavés, qui ferait ses débuts en première division. Ils ont mis fin à leur quête de l'élite avec leur dernière saison en deuxième division lors de la saison 1930-1931, en se classant à la dernière place du championnat, ce qui les a entraînés vers la Tercera División pour la saison suivante. Cette saison, 1931-1932, sera la dernière en compétition que jouera le Iberia SC, plongée dans une crise importante qui, avec celle qui a déjà entraîné son éternel rival, le Zaragoza CD (es), presque liquidé, donnera lieu à ce que les dirigeants des deux institutions s'accordent en mars 1932 pour former un seul grand club en Aragon qui prendra le relais des deux, principalement d'Iberia, naissant ainsi le Saragosse Football Club, actuel Real Saragosse,,.

## Saison par saison
| Saison    | Division         | Place | Copa del Rey   |
| --------- | ---------------- | ----- | -------------- |
| 1928-1929 | Segunda División | 2e    | 1/16 de finale |
| 1929-1930 | Segunda División | 3e    | 1/16 de finale |
| 1930-1931 | Segunda División | 10e   | 1/16 de finale |
| 1931-1932 | Tercera División | 5e    |                |

- 3 saisons en Segunda División
- 1 saison en Tercera División

## Palmarès

### Compétitions nationales
- Segunda División (0) :
  - Vice-champion : 1929 (Groupe A).

### Compétitions régionales
- Championnat régional d'Aragón (12) :
  - Champion : 1917, 1918, 1919, 1920, 1921, 1923, 1926, 1927, 1928, 1929, 1930 et 1931.
  - Vice-champion : 1924 et 1925.